# Флаг Сызранского района
Флаг муниципального района Сы́зранский Самарской области Российской Федерации.
Флаг утверждён 29 сентября 2005 года и является официальным символом Сызранского района, его достоинства, исторического и административного значения, прав органов самоуправления муниципального образования.

## Описание флага
«Флаг муниципального района Сызранский Самарской области представляет собой прямоугольное полотнище с отношением высоты к длине 2:3, состоящее из двух равновеликих горизонтальных полос зелёного (сверху) и синего цветов, в центре которого — жёлтый вертикально поставленный сноп, высотой в 1/2 от высоты полотнища».